# Áreas protegidas y sitios Ramsar de Guinea

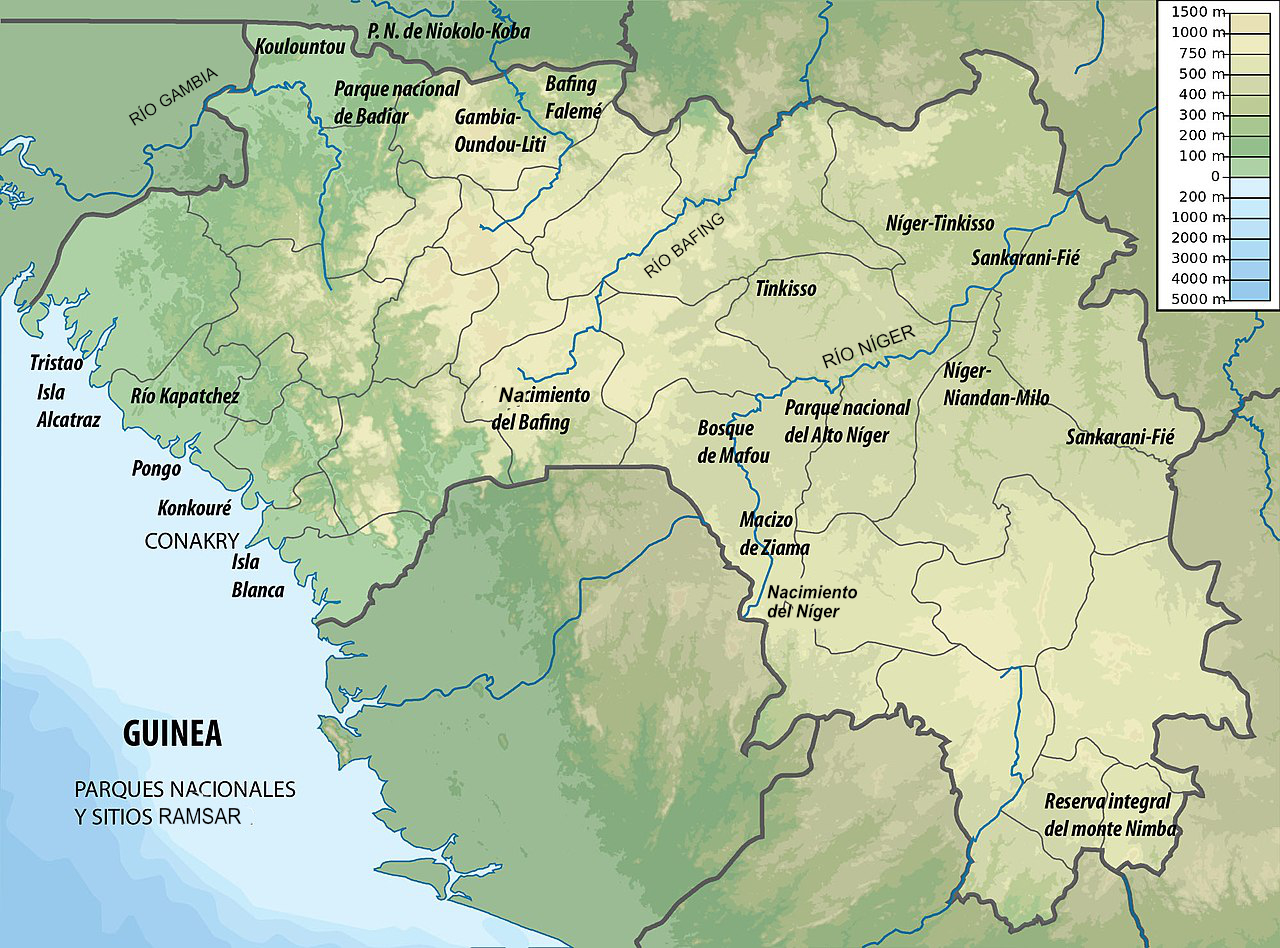
Parques nacionales y sitios Ramsar de Guinea

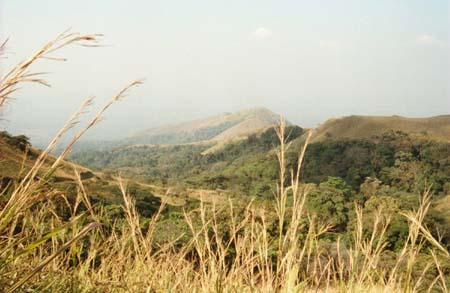
Paisaje del monte Nimba

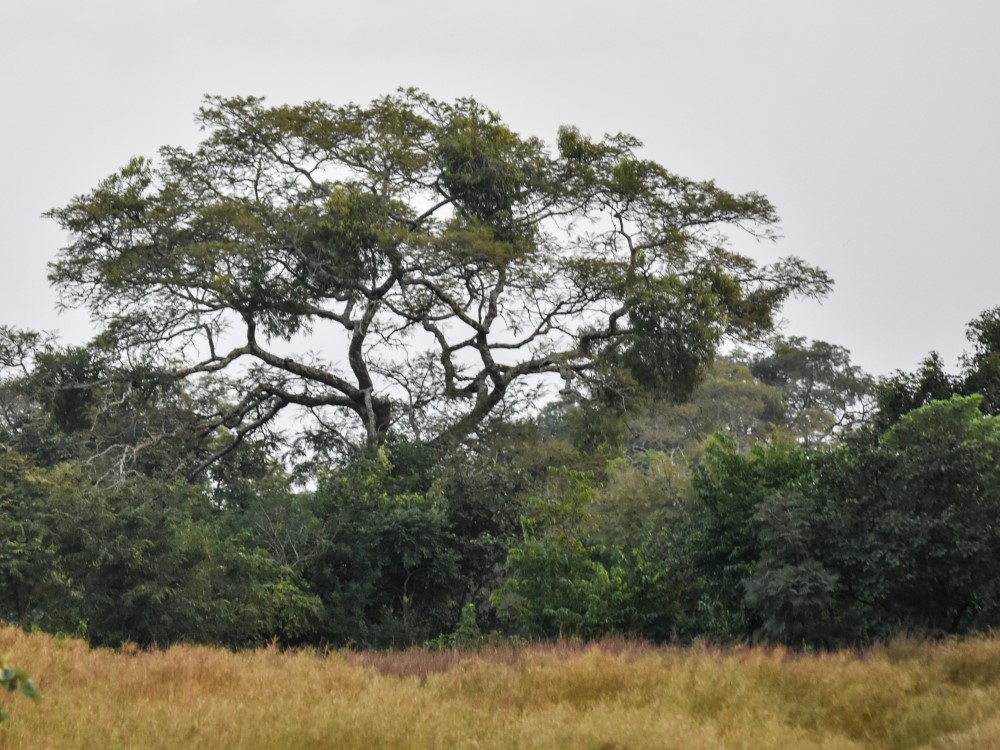
Sabana arbolada en el Parque nacional del Alto Níger

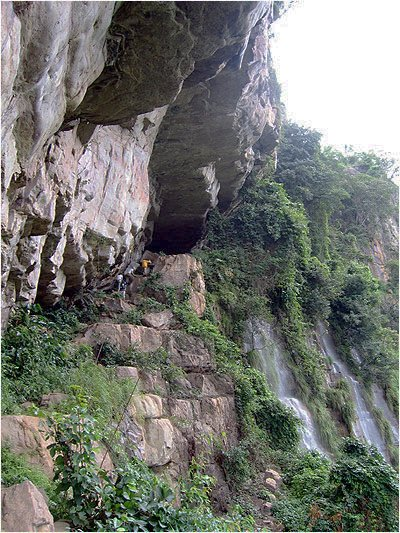
Cañón de Futa Yallon

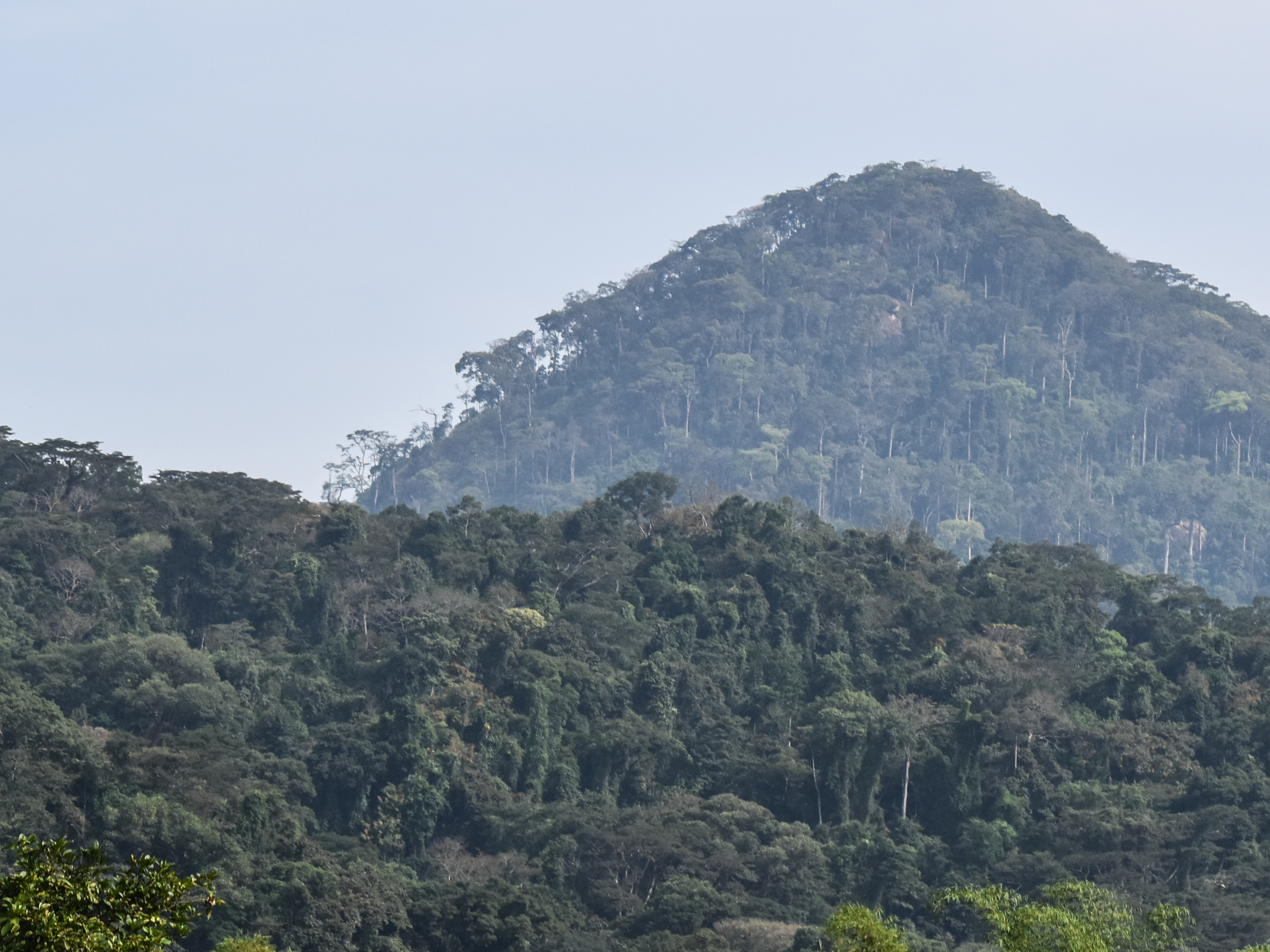
Paisaje del macizo de Ziama

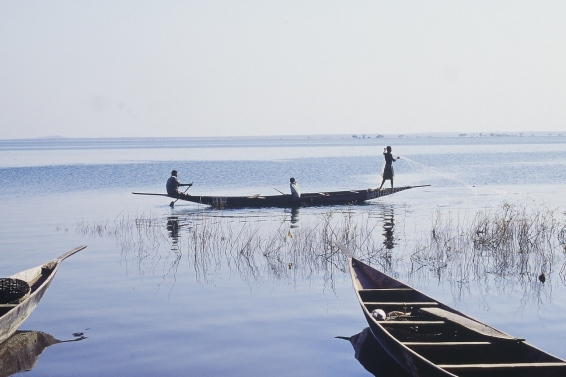
Lago de Sélingué, en el sitio Ramsar de Sankarani-Fié.

En Guinea hay 125 áreas protegidas, unos 87.842 km², el 35,65 por ciento del territorio, y 583 km² de áreas marinas, el 0,53 por ciento de los 110.000 km² que corresponden a Guinea. En esta extensión hay 2 parques nacionales, 98 bosques clasificados, 1 reserva de fauna, 1 reserva integral, el monte Nimba, que además es patrimonio de la humanidad y reserva de la biosfera de la Unesco, y 1 zona no clasificada que es sitio Ramsar. Además, hay 16 sitios Ramsar y 4 reservas de la biosfera clasificadas por la Unesco, de las que 2 son parques nacionales (Badiar y Alto Níger), 1 es el monte Nimba y otra es el macizo de Ziama.

## Parques nacionales
- Parque nacional de Badiar, 382 km². Forma parte de un proyecto llamado Complejo ecológico Niokolo-Badiar, junto con el parque nacional Niokolo-Koba, de 9.130 km². Es patrimonio de la Unesco y está integrado en la Reserva de la biosfera de Badiar, de 2.843 km², que forma parte de una zona de amortiguación aún más amplia de casi 6.000 km². En su mayor parte es una sabana arbolada con matorrales, al este sobre todo, y bosques de galería. Contiene especies en peligro como la ceiba de la var. guineensis, africana, Cassia sieberiana y Combretum micranthum. Entre las especies animales en peligro, el colobo rojo occidental, el chimpancé común, la cigüeña blanca, la pitón africana de roca y la pitón real.

- Parque nacional del Alto Níger, 6.740 km², también reserva de la biosfera. Comprende dos zonas, una central protegida de 600 km² y una de amortiguación con población local escasa debido a la oncocercosis y a las guerras de Samori Ture en el siglo XIX. Sabana arbolada y con matorrales. Aquí se encuentra el pangolín gigante, el chimpancé occidental, la mangosta gambiana, leones y manatíes en el río Níger.

- Bosque clasificado de Mafou, 524 km². Entre los ríos Níger y Mafou, es uno de los pocos bosques secos de África Occidental. Integrado con el Parque nacional del Alto Níger.[2]

- Reserva natural integral del Monte Nimba, 130 km². Forma parte de un conjunto mayor con la reserva del mismo nombre en Costa de Marfil, de 500 km², en una zona de los montes Nimba, y parte de una reserva mucho más amplia de la biosfera de 1.452 km². Ambas zonas fueron declaradas patrimonio de la humanidad en 1981 y 1982, amenazadas por la extracción de hierro. El pico más alto, también llamado Richard-Molar, alcanza 1.752 m. Es un punto caliente del bosque guineano de África Occidental, en una zona aislada por la sabana y el bosque mosaico de las zonas bajas. Hay más de dos mil especies vasculares y probablemente numerosas especies desconocidas. La selva montana guineana se da entre 600 y 1200-1400 m. A partir de 900 m, bajo una niebla casi perpetua hay especies endémicas únicas. También hay leones, hipopótamos pigmeos, duiker cebra y el chimpancé occidental, conocido por usar herramientas.[3]

- Reserva de la biosfera de los montes Nimba, 1.452 km². La sierra completa, la dorsal guineana, tiene una longitud de unos 40 km, y aunque pertenece a tres países, los picos más altos, media docena de más de 1.600 m, se encuentran en Guinea. Roca precámbrica de granito y cuarcita, rica en hierro. Más de 3.000 mm de precipitación. Las mismas especies que en la más estricta Reserva natural integral del Monte Nimba. Entre los hábitats, selva guineana occidental de tierras bajas, selva montana guineana, mosaico de selva y sabana de Guinea, y sabana sudanesa.[4]

- Reserva de la biosfera del Macizo de Ziama, 1162 km², en la frontera con Liberia, sudeste de Guinea, a 100 km de N’Zérékoré. Relieve atormentado que alcanza los 1400 m. Valles, mesetas, acantilados, picos rocosos, afloramientos graníticos. Bosque de montaña primario y secundario, y sabana. En el primario crecen metel, Triplochiton utile y Morus mesozygia, entre otras. En el secundario hay ceibas, Canarium schweinfurthii, etc. Elefantes, chimpancés, etc. Viven en la zona más de 30.000 personas, plantación de quinina y palma, extracción de madera prohibida en una zona protegida montañosa de unos 600 km².[5]

- Reserva de fauna de Tristao, 850 km², también sitio Ramsar 572. En el delta del río Kogon, un complejo estuario de bosques de manglares y zonas intermareales arenosas. varios pueblos que practican la pesca, el cultivo de arroz y horticultura a pequeña escala. Hay hipopótamos y es zona de cría de aves.[6]

- Reserva de la biosfera de Badiar, 2.843 km², creada en 2002, en la frontera de Senegal, junto al parque nacional Niokolo-Koba, de 9.130 km², en la zona más seca y árida de Guinea, contiene el Parque nacional de Badiar, de 382 km². Bosque abierto y de galería. Hiena manchada, eland gigante, elefantes, leones y chimpancés. En la reserva viven más de 80.000 personas. Agricultura, ganadería, caza, pesca y miel. Uso del bambú, la Raphia y la palma.[7]

## Sitios Ramsar
Guinea mantiene en la actualidad 16 sitios clasificados como de interés ornitológico por la Convención Ramsar, con una superficie de 90.654 km², 9,065,446 hectáreas.
- Bafing-Falémé, 5.173 km². Ramsar 1719, 12°00′N 11°30′W. Terreno ondulado, entre 800 y 1.000 m de altitud, bosques de galería, matorral, sabana arbolada, llanuras inundables, donde el río Bafing desciende de Futa Yallon antes de convertirse en el río Senegal en Malí. Chimpancés, leones, buitres, también pastoreo y agricultura.[9]

- Gambie-Koulountou, 3.682 km². Ramsar 1578, 12°21′N 13°03′W. Región semiárida en la frontera con Senegal, en el norte, en la llanura inundable del río Koulountou, el principal afluente del río Gambia, y una serie de cursos de agua y estanques menores, a menudo temporales. Se solapa con la Reserva de la biosfera de Badiar y el parque nacional Niokolo-Koba, que forman el parque transfronterizo o complejo ecológico Niokolo-Badiar. Sabana, selva y humedales, leones, chimpancés, antílopes, patos silvestres, ibis, rapaces y bucerótidos. Se explotan el bambú de la especie Oxytenanthera abyssinica y la palma africana.

- Islas Tristao, 850 km². Ramsar 572, 10°55′N 15°00′W. La misma extensión de agua y tierra que la Reserva de fauna de Tristao

- Isla Alcatraz, 1 ha. Ramsar 571, 10°38′N 15°23′W. Dos islas pequeñas, aguas poco profundas, arenas intermareales. La isla más grande, Alcatraz, está cubierta por una gruesa capa de guano causada por la nidificación de varios miles de parejas de piquero o alcatraz pardo. En la isla de Náufragos, un banco de arena que sobrevive a las mareas, anidan 6 especies de charranes.

- Río Kapatchez, 6.793 km². Ramsar 573, 10°45′N 14°15′W. Llanuras costeras pantanosas, manglares, zonas mareales y marismas. Además de la cigüeña lanuda, la garza goliat, el avemartillo, el tántalo africano, avocetas, sirirís y el águila pescadora, hay flamencos comunes y flamencos enanos.

- Río Pongo, 6.005 km². Ramsar 574, 10°32′N 13°44′W. Extenso complejo estuarino dominado por manglares prístinos, con algunos bajos intermareales de lodo. Cigüeña lanuda, garza goliat, avemartillo, tántalo africano y águila pescadora, entre otras.[10]

- Konkouré, 900 km². Ramsar 575, 09°45′N 13°41′W. Estuario que forma parte del delta del río Konkouré, al norte de Conakry.

- Isla Blanca, 10 ha. Ramsar 618, 09°26′N 13°46′W. Islote rocoso cubierto de arena, presencia de coral y especies raras de peces. Último refugio del país para la tortuga olivácea. Lugar de naufragios, usada para rituales tradicionales. Forma parte de las islas de Los, formadas por tres islas principales y tres islotes al sur, uno de ellos la isla Blanca o Blanche. Arenales intermareales, bosques de manglares y humedales

- Gambie-Oundou-Liti, 5.274 km², Ramsar 1579, 11°33′N 12°18′W. Lugar montañoso en Futa Yallon que juega un importante papel en el origen de numerosos ríos. Humedales, bosques de galería y de montaña, sabana, lugar de cría de numerosas aves con leones, chimpancés, licaones, rapaces y aves acuáticas. Agricultura de subsistencia, apicultura, pesca y atractivos culturales.[11]

- Nacimiento del Bafing o Bafing-Source, 3.172 km². Ramsar 1720, 10°28′N 11°56′W. Fuentes del río Bafing, entre 800 y 1.500 m de altitud, bosques, sabana arbolada, matorrales, bosques de galería y humedales. Chimpancé occidental, buitre negro. De noviembre a mayo es semiárida, con lagunas refugio de animales. Agricultura de subsistencia y pastoreo.[12]

- Tinkisso, 12.289 km². Ramsar 1168, 11°02′N 10°39′W. Tramo superior del río Tinkisso, entre Dabola y Dinguiraye, con dos estaciones marcadas. Aves acuáticas, pero también explotación agrícola, pesca excesiva, lavado de oro. Sobreeexplotación de la palma Borassus aethiopum para fruta, fibra y madera.[13]

- Niger-Tinkisso, 4.006 km². Ramsar 1166, 11°20′N 09°15′W. Lagunas y humedales entre los ríos Tinkisso y Níger cerca de la frontera con Malí. Hay elands gigantes, pero está amenazado por la minería del oro y el cultivo de algodón.

- Niger-Niandan-Milo, 13.990 km². Ramsar 1164, 10°25′N 09°27′W. Una parte se solapa con el Parque nacional del Alto Níger. Gran superficie llana de ríos, lagunas y marismas de agua dulce en la cuenca del río Níger. Incluye lugares relevantes como el bosque clasificado de Mafou (10°26′N 10°18′W, 413 m de altitud)[14] y el estanque de Baro.

- Sankarani-Fié, 16.560 km². Ramsar 1167, 10°20′N 08°33′W. Cuenca del río Sankarani. afluente por la derecha del río Níger, en el este del país, junto a la frontera con Costa de Marfil. Bosques de ribera, sabana, bosque seco y llanuras de inundación muy extensas. Contiene el embalse de Sélingué, donde hay hipopótamos. ganso espolonado, sirirí cariblanco, garcilla bueyera, garceta común, jacana africana, etc. Agricultura con incendios, explotación de oro, destrucción de la vegetación.[15]

- Niger-Mafou, 10.154 km². Ramsar 1163, 09°53′N 10°37′W. Incluye el área central del Parque nacional del Alto Níger, centrada en la reserva forestal de Mafou, con una zona controlada de caza. Meseta de granito a 400 m de altitud con algunos valles, retazos de sabana arbolada y bosques de galería. Numerosas especies de árboles y cerca de 300 especies de aves.[16]

- Nacimiento del Níger o Niger Source, 1.804 km². Ramsar 1165, 09°20′N 10°40′W. Reserva natural que cubre las fuentes del río Níger, cerca de la frontera con Sierra Leona. Sabana y bosque muy marcados por las estaciones. Entre las especies endémicas, Arius gigas, un pez gato que alcanza los 50 kg de peso.[17]